# Schloss Dürrwangen
Das Schloss Dürrwangen ist eine ehemalige Wasserburg am Ostrand von Dürrwangen an der Sulzach im Landkreis Ansbach in Mittelfranken, Bayern.

## Geschichte
Der Ort Dürrwangen war ursprünglich ein Reichslehen in den Händen der Herren von Wahrberg. 1257 wird die Burg Dürrwangen erstmals urkundlich erwähnt. 1262 schenkte Ulrich von Wahrberg zugunsten seines Seelenheils diese Burg dem Eichstätter Bischof, die Schenkung wurde aber vermutlich annulliert. Ab 1293 gehörte die Burg einem sich nach Dürrwangen nennenden Reichsministerialengeschlechts, das mit den Reichsküchenmeistern von Nordenberg eng verwandt war. 1389 erteilte Heinrich II.von Dürrwangen dem Burggrafen von Nürnberg das Öffnungsrecht an Haus und Markt Dürrwangen. 1433 verkaufte Wilhelm von Dürrwangen Schloss und Mark Dürrwangen an die Grafen von Oettingen, die dort ein Pflegamt einrichteten. Die Grafen verkauften das Schloss 1482 an Georg Adelmann von Adelmannsfelden, kauften es 1488 aber wieder zurück und vergaben es an diese Familie zu Lehen. 1495 starb die Dürrwanger Linie dieser Familie aus und die Burg blieb bis zum Übergang an das Fürstentum Ansbach 1796 als Amtssitz beim Hause Oettingen, wobei ihr Besitz zwischen den Linien Wallerstein und Spielberg wechselte. Im Bauernkrieg wurde das Schloss 1525 durch den „Ellwanger Haufen“ niedergebrannt und anschließend wieder aufgebaut. Bis 1532 diente es dem Grafen Ludwig XIV. von Oettingen als Junggesellenbehausung. Die heutigen Schlossgebäude wurden zwischen 1720 und 1724 errichtet. Der Nordostflügel wurde erst zwischen 1999 und 2002 im Rahmen einer umfangreichen Renovierung hinzugefügt.

## Beschreibung
Das Hauptgebäude des heutigen Schlosses ist ein dreigeschossiger Bau mit Putzgliederung von 1720/24. Im Süden ist ein zweigeschossiger Nebenflügel angefügt. An der Südostecke des Hauptgebäudes steht ein mittelalterlicher Rundturm mit 5,70 m Außendurchmesser, der wahrscheinlich der ursprünglichen Burg als Bergfried diente. Er besitzt zwei spitzbogige Hocheingänge und eine Schlüssellochscharte. Die Ringmauer ist außer im Osten noch erhalten, in ihrem Verlauf sind noch die Fundamente eines Torturms vorhanden. Umgeben ist die ca. 65 × 50 m große Burginsel von einem 10 m breiten, ehemals Wasser führenden Graben mit Futtermauern, über den eine Brücke des 18. Jhs. führt. Auf seiner Außenseite verläuft ein stark verschliffener Wall.